# 運転の安全の確保に関する省令
運転の安全の確保に関する省令（うんてんのあんぜんのかくほにかんするしょうれい、昭和26年7月2日運輸省令第55号）は、鉄道及び軌道の運転業務に従事する者が従うべきとされる規範を表明した運輸省（現在の国土交通省）の省令である（昭和26年7月2日運輸省令第55号）。全3条で構成され、第1条で省令の目的が、第2条で規範が、第3条で省令の実施措置について定められている。
この省令は、鉄道輸送の現場において極めて重要な規範であり、鉄道関係の教育現場でも教えられ、国土交通省が実施する動力車操縦者試験の筆記試験においては、どの種別においても必ず出題される。難しい専門用語が多い鉄道関連法規の中でも平易でシンプルな規程であり、最も重要な規範が凝縮されたものである。

## 制定の経緯
1951年（昭和26年）桜木町事故が発生し、戦後の輸送優先よりも安全の重要性が重視され制定のきっかけとなる。その後1962年（昭和37年）、三河島事故も発生し、さらに安全の重要性が問われることとなった。